# فالبويسيوكس
فالبويسيوكس (بالفرنسية: Valpuiseaux)‏ هي بلدية تقع في فرنسا في Canton of Étampes. يقدر عدد سكانها بـ 613 نسمة ومساحتها 18.70 كم2 .